# Photonik
Photonik est une série de bande dessinée française créée et dessinée par Ciro Tota et publiée pour la première fois en avril 1980 dans le magazine Mustang pour le compte des éditions Lug.

## Historique de la publication
Les aventures de Photonik ont tout d'abord paru dans le mensuel Mustang, où les éditions Lug publiaient, non pas des éditions françaises de comics américains, mais des créations originales de dessinateurs de son studio.
La publication de ses aventures s'est faite progressivement à un rythme assez irrégulier, Ciro Tota étant un dessinateur trop lent pour tenir le rythme d'une publication mensuelle. Certains épisodes ont été écrits et dessinés par Jean-Yves Mitton, le père de Mikros, également publié chez Lug.

## Synopsis
Taddeus Tenterhook est un adolescent new-yorkais, orphelin, solitaire, bossu et complexé. Lors de l'explosion d'un « luminotron », il est transformé accidentellement en Photonik, un « homme de lumière » aux super pouvoirs.
Avec l'aide d'un neuropsychologue doté de pouvoirs mentaux, le Dr Nazel D. D. Ziegel (« Doc Ziegel »), et d'un jeune garnement nommé Tom Pouce, Photonik combat toute une variété de super-vilains.

## Publications

### Périodiques
De 1980 à 1987, cette série est parue dans la seconde série de Mustang, puis dans Spidey, deux mensuels des éditions Lug.

#### Première série
Source : Pressibus.org
1. Black Out (Mustang #54, 1980)
2. La Nuit des Dupes (Mustang #55, 1980)
3. David et Goliath (Mustang #56, 1980)
4. Pièges (Mustang #57, 1980)
5. Le Bulbe (Mustang #58, 1980)
6. Panique à Central Park (Mustang #59, 1980)
7. La Souricière (Mustang #60, 1980)
8. Lâchez les Fauves! (Mustang #61, 1981)
9. Petit-Homme-Blanc (Mustang #62, 1981)
10. Et l'Empire s'effondra ! (Mustang #63, 1981)
11. Cauchemar (Mustang #64, 1981)
12. Résurrection ou La Fin d'une Saga (Mustang #65, 1981)
13. African Devil (Mustang #66, 1981)
14. Sur la piste du Sorcier (Mustang #67, 1981)
15. À l'ombre des volcans (Mustang #68, 1981)
16. Dans l’œil du volcan (Mustang #69, 1981)
17. Maelstrom (Mustang #70, 1981) (texte et dessins de John Milton (Jean-Yves Mitton))[2]

#### Seconde série
Source : Pressibus.org
1. Le veilleur de pierre (Spidey #22, 1981)
2. La Malédiction (Spidey #23, 1982)
3. Le Vampire de New-York (Spidey #24, 1982)
4. Horreur à l'Aurore (Spidey #25, 1982)
5. Échec et Supermat, partie 1 : Enfer sur l'échiquier (Spidey #26, 1982) (textes et dessins Jean-Yves Mitton)
6. Échec et Supermat, partie 2 : Contre-attaque (Spidey #27, 1982) (textes et dessins Jean-Yves Mitton)
7. Le hasard et la violence (Spidey #28, 1982)
8. Photonik contre Photonik (Spidey #29, 1982)
9. Le rachat (Spidey #30, 1982)
10. La Gemme, partie 1 : Les dents de la mer (Spidey #31, 1982)
11. La Gemme, partie 2 : Le monstre des abysses (Spidey #32, 1982)
12. Prisonnier des Étoiles, partie 1 (Spidey #33, 1982)
13. Prisonnier des Étoiles, partie 2 (Spidey #34, 1982)
14. Le mystère du pueblo maudit, partie 1 : Un aigle dans la nuit (Spidey #35, 1982)
15. Le mystère du pueblo maudit, partie 2 : Trésor aztèque (Spidey #36, 1983)
16. Les origines du Docteur Ziegel, partie 1 : Ombre du passé (Spidey #37, 1983)
17. Les origines du Docteur Ziegel, partie 2 : Projet Siegfried (Spidey #38, 1983)
18. Les origines du Docteur Ziegel, partie 3 : La révolte des damnés (Spidey #40, 1983)
19. Le casse du millénaire, partie 1 (Spidey #41, 1983) (textes et dessins Jean-Yves Mitton)
20. Le casse du millénaire, partie 2 (Spidey #42, 1983) (textes et dessins Jean-Yves Mitton)
21. Bas les masques, partie 1 : Chantage (Spidey #43, 1983)
22. Bas les masques, partie 2 : Bluff (Spidey #44, 1983)
23. La saga de Photonik (Spidey #55, 1984)
24. Descente aux abysses, partie 1 : Une Ombre dans la nuit (Spidey #56, 1984)
25. Descente aux abysses, partie 2 : La proie du Vampire (Spidey #57, 1984)
26. Descente aux abysses, partie 3 : Duel aux Enfers (Spidey #58, 1984)
27. Les Enfants de l'apocalypse, partie 1 : L'énigme Alpha (Spidey #80, 1986)
28. Les Enfants de l'apocalypse, partie 2 : La menace Alpha (Spidey #81, 1986)
29. Les Enfants de l'apocalypse, partie 3 : L'ultimatum Alpha (Spidey #82, 1986)
30. Les Enfants de l'apocalypse, partie 4 : Le Piège Alpha (Spidey #83, 1986)
31. L'Ombre, partie 1 (Spidey #84, 1987) (textes et dessins Jean-Yves Mitton)
32. L'Ombre, partie 2 (Spidey #85, 1987) (textes et dessins Jean-Yves Mitton)
33. L'Ombre, partie 3 (Spidey #86, 1987) (textes et dessins Jean-Yves Mitton)
34. L'Ombre, partie 4 (Spidey #87, 1987) (textes et dessins Jean-Yves Mitton)

### Réédition
En 1999, les épisodes 23 à 26 de la seconde série ont été réédités aux éditions Delcourt.
- Tome 1 : Descente aux abysses (1999)
- Tome 2 : Les Enfants de l'apocalypse (2000)[3]

### Éditeurs
- Lug, dans le sommaire du mensuel Mustang, puis dans le sommaire du mensuel Spidey.
- Delcourt (Collection Contrebande) : Tomes 1 et 2 (première édition des tomes 1 et 2).
- Semic, réédition de l'édition recolorisée Delcourt en quatre fascicules comics de 48 pages chacun.
- Éditions Black and White, réédition intégrale noir et blanc en 2 volumes avec des bonus de Tota et Mitton, en tirage très limité : Tome1 - 600 ex. ; tome 2 - 750 ex., sortie en 2013 et 2014 (édition noire). Réédition du volume 1 à 250 exemplaires (édition blanche) ; la réédition du volume 2 (version blanche) devrait sortir en septembre 2017. Cela clôturera les aventures de Photonik en intégrale. Paraitra ensuite le tome 3 qui conclura la saga. Cet ultime volume comprendra l'épisode Le dernier des sagamores, mais remanié pour coller à la toute fin de l'histoire, non prévue à l'époque. D’où l'intérêt du petit comics publié par Black and White en 2015, qui reprenait cet épisode seul (de 20 pages) dans sa version jamais publiée.

### Source externe
: document utilisé comme source pour la rédaction de cet article.
- « Photonik », page consacrée à la série, avec la liste des épisodes, sur le site http://www.pressibus.org (consulté le 4 juillet 2015).